# Route nationale 203
Die N203 war eine französische Nationalstraße, die 1860 zwischen Annecy und Thonon-les-Bains festgelegt wurde. Sie geht auf keine route impériale zurück, da das Gebiet, in dem sie verlief, bei der Festlegung der RI nicht zu Frankreich gehörte. Ihre Länge betrug 77 Kilometer. 1973 wurde sie auf den Abschnitt zwischen Annecy und Bonneville reduziert. 1978 übernahm die N205 den Abschnitt zwischen Bonneville und Contamine-sur-Arve-Findrol, und Teil der neuen Führung der N206 wurde der Abschnitt zwischen Rosses und Machilly. Der Rest wurde 1973 abgestuft. 2006 erfolgte die komplette Abstufung der N203.

## N203a
Die N203A war von 1933 bis 1973 ein Seitenast der N203, der zwischen La Roche-sur-Foron und Contamine-sur-Arve-Findrol verlief. Er kürzte damit die Route der N203 ab, die über Bonneville lief. Sie war 8 Kilometer lang. Es handelt sich bei ihr um die ehemalige Route départementale 8.

## N203b
Die N203B war von 1933 bis 1973 ein Seitenast der N203, der zwischen Machilly und Douvaine verlief. Er war 7 Kilometer lang. 1978 wurde er Teil der neuen N206, und er ist seit 2006 abgestuft.

## N2203
Die N2203 war ein Seitenast der N203, der 2002 als Verbindung zur N201 bei Pringy entstand. Er wurde 2006 abgestuft.